# Liste der Stolpersteine in der Comarca Maresme

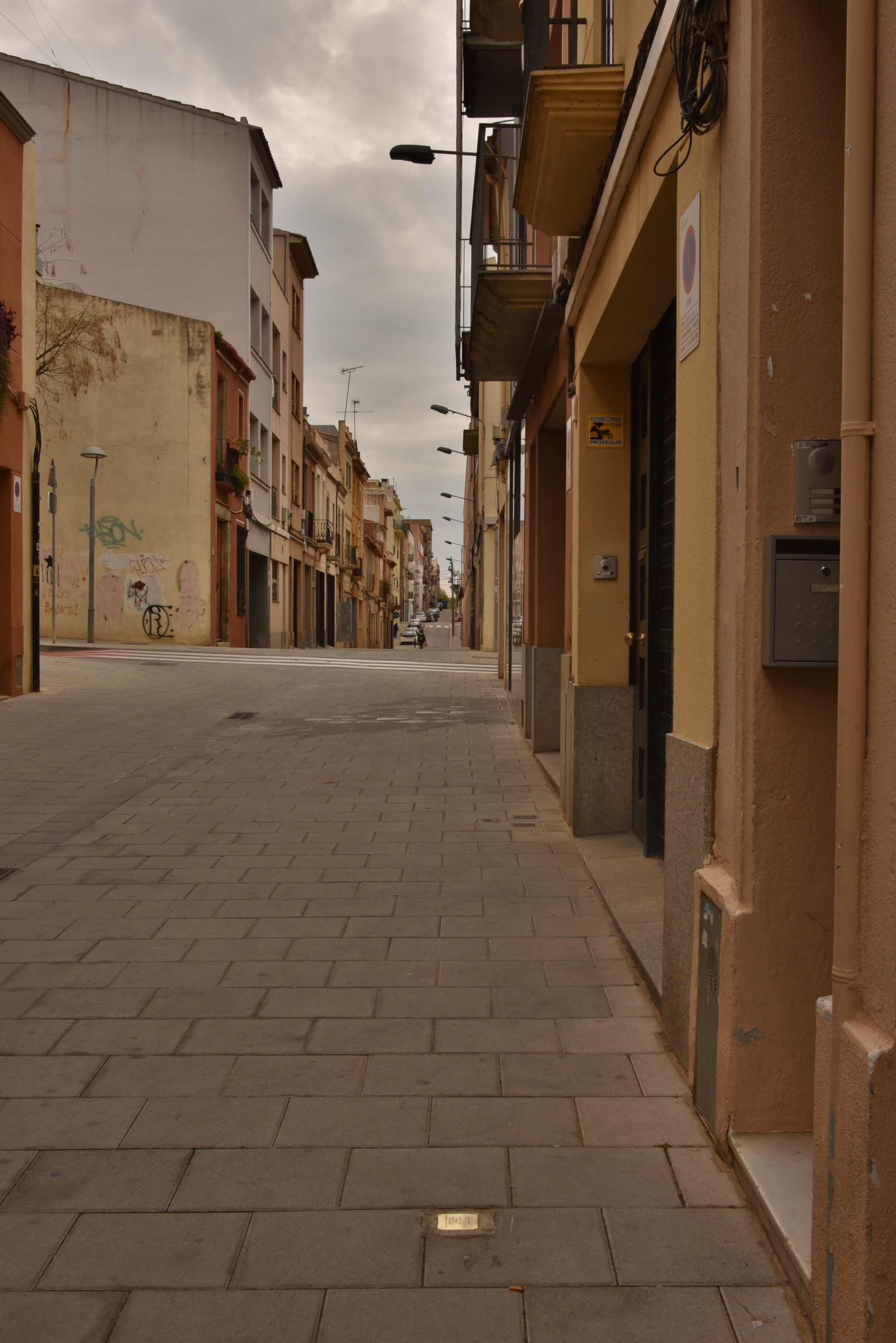
Stolperstein in Mataró

Die Liste der Stolpersteine in der Comarca Maresme enthält die Stolpersteine der Comarca Maresme in Spanien, die vom Künstler Gunter Demnig verlegt wurden. Stolpersteine erinnern an das Schicksal der Menschen, die von den Nationalsozialisten ermordet, deportiert, vertrieben oder in den Suizid getrieben wurden. Sie liegen im Regelfall vor dem letzten selbstgewählten Wohnsitz des Opfers.
Die ersten Verlegungen in Spanien erfolgten am 9. April 2015 in Navàs und El Palà de Torroella, in der Comarca Maresme wurden die ersten Stolpersteine am 20. September 2020 in Mataró verlegt. Die katalanische Übersetzung des Begriffes Stolpersteine lautet: pedres que fan ensopegar. Auf Spanisch werden sie piedras de la memoria (Erinnerungssteine) genannt.

## Verlegte Stolpersteine

### Mataró
In der Stadt Mataró wurden bisher 15 Stolpersteine an 15 Adressen verlegt.
Die Tabelle ist teilweise sortierbar; die Grundsortierung erfolgt alphabetisch nach dem Familiennamen.
| Stolperstein | Übersetzung                                                                                                   | Verlegeort                       | Name, Leben                             |
| ------------ | --- | -------------------------------- | --------------------------------------- |
|              | HIER LEBTE RAMON ANIENTO CARMEN GEBOREN 1904 EXIL DEPORTIERT 1941 MAUTHAUSEN ERMORDET 22.10.1941 GUSEN        | Carrer Sant Josep Oriol, 5       | Ramon Aniento Carmen (1904–1941)        |
|              | HIER LEBTE JOSEP ASTORT MASIP GEBOREN 1909 EXIL DEPORTIERT 1940 MAUTHAUSEN ERMORDET 28.8.1941 HARTHEIM        | Camí Fondo, 31                   | Josep Astort Masip (1909–1941)          |
|              | HIER LEBTE NIABEL BELIS MIRALLES GEBOREN 1907 EXIL DEPORTIERT 1941 DACHAU BERGEN-BELSEN BEFREIT               | Carrer Enric Prat de la Riba, 15 | Niabel Belis Miralles (1907–1941)       |
|              | HIER LEBTE JOSEP DURAN MARTORI GEBOREN 1901 EXIL DEPORTIERT 1940 MAUTHAUSEN ERMORDET 13.1.1942 GUSEN          | Carrer de l'Hospital, 23         | Josep Duran Martori (1901–1942)         |
|              | HIER LEBTE JOSEP FERRER COLL GEBOREN 1900 EXIL DEPORTIERT 1940 MAUTHAUSEN ERMORDET 18.2.1942 GUSEN            | Carrer El Torrent, 9             | Josep Ferrer Coll (1900–1942)           |
|              | HIER LEBTE JOSEP GUASCH I PONS GEBOREN 1904 EXIL DEPORTIERT 1944 BUCHENWALD SCHICKSAL UNBEKANNT               | Camí Fondo, 20                   | Josep Guasch I Pons (1904–1944)         |
|              | HIER LEBTE PERE GUILLAUME REIXACH GEBOREN 1912 EXIL DEPORTIERT 1941 MAUTHAUSEN BEFREIT                        | Muralla de Sant Llorenç, 6       | Pere Guillaume Reixach (1912–1941)      |
|              | HIER LEBTE JOSEP HERRERA ALTIMIRA GEBOREN 1903 EXIL DEPORTIERT 1941 MAUTHAUSEN ERMORDET 14.11.1941 GUSEN      | Camí Ral l'Havanna, 45           | Josep Herrera Altimira (1903–1941)      |
|              | HIER LEBTE JOSEP MARIA JULIÀ MENDOZA GEBOREN 1910 EXIL DEPORTIERT 1941 MAUTHAUSEN ERMORDET 23.6.1942          | Carrer Portal de Valldeix, 33    | Josep Herrera Altimira (1910–1941)      |
|              | HIER LEBTE JOSEP MARIA JULIÀ MENDOZA GEBOREN 1910 EXIL DEPORTIERT 1941 MAUTHAUSEN ERMORDET 23.6.1942          | Carrer Portal de Valldeix, 33    | Josep Maria Julià Mendoza (1910–1942)   |
|              | HIER LEBTE JOAQUIM MIR BRUGADA GEBOREN 1906 EXIL DEPORTIERT 1940 MAUTHAUSEN ERMORDET 25.9.1941 HARTHEIM       | Carrer El Torrent, 66            | Joaquim Mir Brugada (1906–1941)         |
|              | HIER LEBTE JOAN PEIRÓ BELIS GEBOREN 1887 EXIL IN FRANKREICH VERHAFTET 1940 FÜRSILIERT 24.7.1942 PATERNA       | Carrer El Rierot, 21             | Joan Peiro Belis (1887–1942)            |
|              | HIER LEBTE JULI PEY TORRENTS GEBOREN 1905 EXIL DEPORTIERT 1941 MAUTHAUSEN ERMORDET 3.11.1941                  | Carrer Sant Ramón, 16            | Juli Pey Torrents (1905–1941)           |
|              | HIER LEBTE CAMIL QUINTANA BASSAS GEBOREN 1906 EXIL DEPORTIERT 1940 MAUTHAUSEN ERMORDET 22.9.1941 HARTHEIM     | Carrer Fray Luis de León, 61     | Camil Quintana Bassas (1906–1941)       |
|              | HIER LEBTE ELIES SORIANO GONZÀLEZ GEBOREN 1914 EXIL DEPORTIERT 1941 MAUTHAUSEN ERMORDET 19.11.1941 GUSEN      | Carrer Sant Cugat, 13            | Elies Soriano Gonzàlez (1914–1941)      |
|              | HIER LEBTE FRANCESC VERDALET GUARDIOLA GEBOREN 1914 EXIL DEPORTIERT 1941 MAUTHAUSEN ERMORDET 17.10.1941 GUSEN | Passeig del Callao, 4            | Francesc Verdalet Guardiola (1914–1941) |

## Verlegedatum
Die Stolpersteine wurden am 20. September 2020 in Abwesenheit des Künstlers verlegt.